# Vogtei Dorla

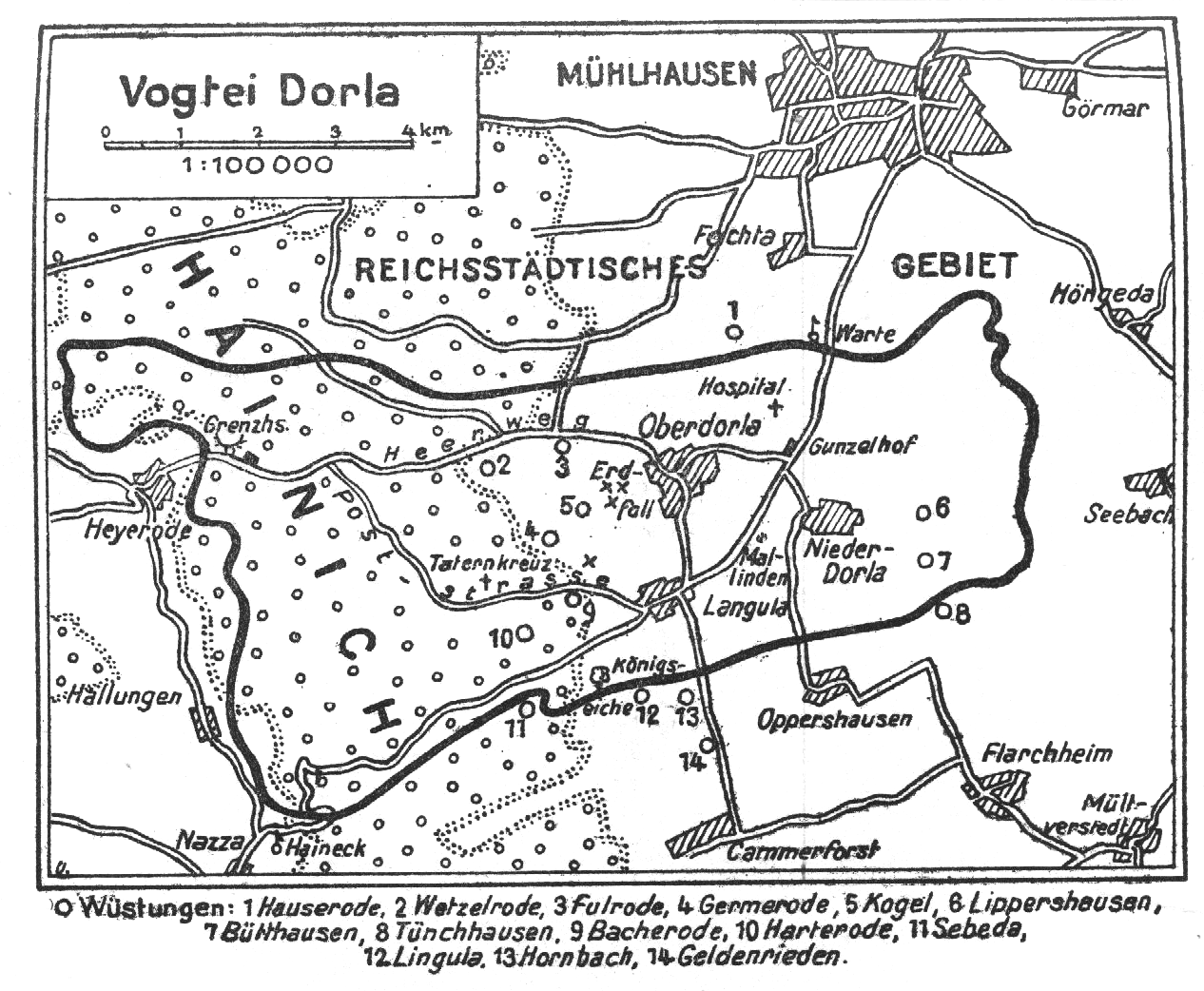
Übersichtsplan zur Vogtei Dorla

Die Vogtei Dorla war eine zur Ganerbschaft Treffurt gehörige Verwaltungseinheit. Sie wurde wie diese von 1333 bis 1802 als Ganerbschaft gemeinschaftlich von den Landgrafschaften Hessen (als deren Nachfolger die Landgrafschaft Hessen-Kassel) und Thüringen (als deren Nachfolger das Kurfürstentum Sachsen) und dem Erzbistum Mainz verwaltet.
Bis zur Abtretung an Preußen 1802 bildete sie als Ganerbschaft den räumlichen Bezugspunkt für die Einforderung landesherrlicher Abgaben und Frondienste, für Polizei, Rechtsprechung und Heeresfolge.
Vogtei Dorla ist noch heute die traditionelle Landschaftsbezeichnung für die drei Dörfer Oberdorla, Niederdorla und Langula. Die Vogtei Dorla ist namensgebend für die von den drei Orten zum 31. Dezember 2012 gebildete Landgemeinde Vogtei. Die Einwohner der drei Dörfer werden seit jener Zeit Vogteier genannt.

## Geographische Lage
Die drei Orte der Vogtei Dorla liegen südwestlich der Stadt Mühlhausen und nordwestlich der Stadt Bad Langensalza am Rande des Hainich im Westen des Freistaats Thüringen.
Seit 31. Dezember 2012 bilden die drei Orte die Einheitsgemeinde Vogtei im Süden des Unstrut-Hainich-Kreises am Nordrand des Nationalparks Hainich.
In der Gemarkung Niederdorla befindet sich der geographische Mittelpunkt Deutschlands.

## Angrenzende Verwaltungseinheiten
| Erzstift Mainz (Staat Eichsfeld, Amt Bischofstein) | Reichsstadt Mühlhausen                      |                                         |
|                                                    | Kompassrose, die auf Nachbargemeinden zeigt | Kurfürstentum Sachsen (Amt Langensalza) |
| Herzogtum Sachsen-Gotha (Exklave Amt Haineck)      | Kurfürstentum Sachsen (Amt Langensalza)     |                                         |

## Geschichte

### Die Vogtei Dorla unter der Herrschaft von Kurmainz und den Herren von Treffurt
Die Geschichte der Vogtei Dorla begann um das Jahr 980, als ein Graf Wigger in Dorla (in der Schreibweise: Thurnilohum) eine Kirche begründete, die der Mainzer Erzbischof Willigis im Jahre 987 weihte. Im Jahre 1123 richtete der Mainzer Erzbischof in Dorla eine Propstei ein; der Dorlaer Propst wirkte als Archidiakon im westthüringisch-nordhessischen Werra-Gebiet mit der Unstrut als nördlicher Grenze. Die Verwaltung des Territoriums wurde von ihm an vier Erzpriester übergeben, welche in den Orten Falken bei Treffurt, Behringen, Ufhoven und in Oberdorla saßen.
Die landwirtschaftlichen Güter und Besitzungen des Stiftes Dorla wurden in einer Vogtei zusammengefasst, zu der neben einigen Wüstungen (siehe Übersichtskarte) die heutigen Orte Oberdorla, Langula und Niederdorla gehörten.

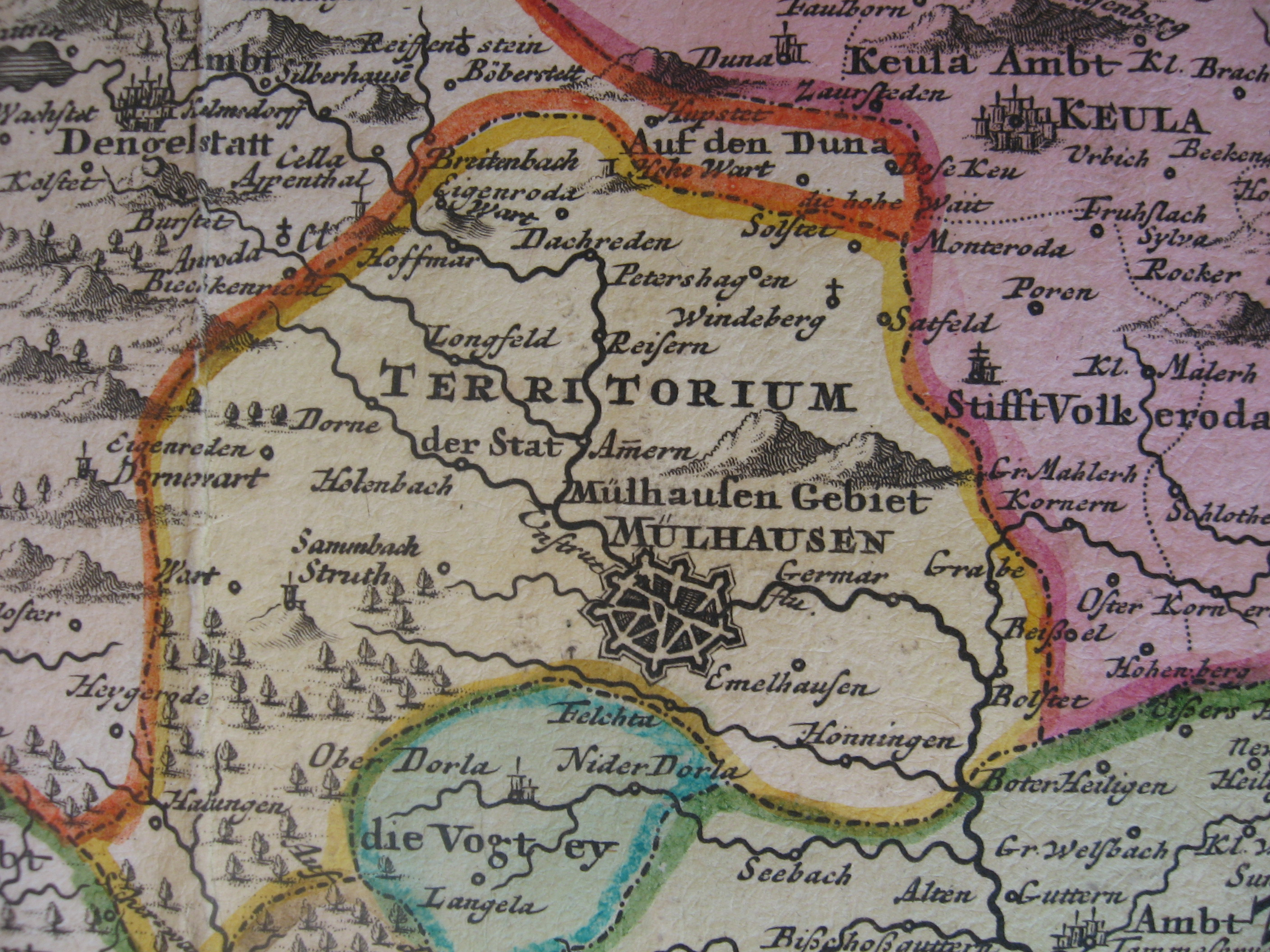
Die historische Region der Vogtei (blau) im 18. Jahrhundert

Bis 1329 war die Mark Dorla, die Keimzelle der späteren Vogtei Dorla, umstrittenes Gebiet zwischen dem Erzbistum Mainz, sowie deren Verbündeten und den Herren zu Treffurt. Wann die Herren zu Treffurt zu Vögten dieses Gebietes wurden, ist unbekannt. Sie übten dieses Amt bis zu ihrem Untergang in einer Fehde im Jahr 1333 aus. Während die Erzbischöfe von Mainz über das Schultheißenamt in der Vogtei geboten, verfügten die Herren zu Treffurt über die hohe Gerichtsbarkeit und die Vogtei über die Stiftskirche in Oberdorla. Die Mark Dorla ging in dem sich ausbildenden Territorium der Treffurter Herren auf.

### Zeit des Ganerbenverhältnisses
Die Herren zu Treffurt machten sich ab Anfang des 14. Jahrhunderts als Raubritter unbeliebt, indem sie die Fehden mit den umliegenden Herrschern begannen.
Nach einer Fehde der Herren zu Treffurt im Jahr 1333 wurde die Vogtei Dorla von den Landgrafen von Hessen, Thüringen, sowie vom Erzbistum Mainz besetzt. Die Treffurter Ritter mussten 1333 ihre Burg Normannstein bei Treffurt verlassen, kehrten aber bald wieder zurück, was zur erneuten Belagerung führte, die 1336 mit der endgültigen Vertreibung der Herren von Treffurt endete. Als Rechtsnachfolger übernahmen diese drei Treffurter Ganerben ab 1336 das Gebiet der Vogtei Dorla und der benachbarten Herrschaft Treffurt.
Zur Verwaltung wurden von den Landgrafen von Hessen, den wettinischen Landgrafen von Thüringen sowie vom Mainzer Erzbischof gemeinschaftlich bestimmte Amtsleute in Treffurt eingesetzt, welche jeweils ein Drittel des ihnen zugeteilten Gebietes zu verwalten hatten. Innerhalb der Ganerbschaft Treffurt nahm die Vogtei Dorla eine Ausnahmestellung ein. Da sie seit 967 zum Besitz von Kurmainz gehörte, war die herrschaftliche Stellung des Erzbischofs von Mainz in der Vogtei Dorla stärker als die seiner zwei Kondomini.
Infolge der ganerbschaftlichen Aufteilung des Gebiets im Jahr 1336 kam es zwischen den Landgrafen von Thüringen und dem Erzstift Mainz zum Streit über die Vogtei Dorla und den Einfluss im südlichen Eichsfeld. Auch die mächtige und wohlhabende Reichsstadt Mühlhausen als nördlicher Nachbar zeigte stets ein lebhaftes Interesse an der Übernahme der Vogtei.
Gerlach von Nassau verpfändete als Mainzer Bischof und Kurfürst 1360 seinen Anteil an den ganerblichen Einkünften und Rechten in der Vogtei an den Mühlhäuser Rat. Laut Verpfändungsurkunde übernahm die Reichsstadt das Dorlaer Schultheißenamt, die Vogtei und die niederen Gerichte zu Oberdorla, Niederdorla und Langula. Über 200 Jahre blieb die Stadt Mühlhausen fortwährend Pfandinhaber der Vogtei. Die Reichsstadt sicherte das Gebiet der Vogtei mit der an den Mühlhäuser Landgraben anschließenden „Vogteier Landwehr“, welche auch als „Chursächsische Landwehr“ in alten Karten verzeichnet ist. Als Folge der Reformation und des Bauernkrieges hatte das Erzbistum Mainz einen bedeutenden Teil der unterstellten Klöster und Besitzungen in Thüringen verloren, die noch verbliebenen Gebiete sollten gerettet werden. Am 17. November 1572 kündigte Mainz deshalb auf Rückgabe und am 19. März 1573 löste der Mainzer Kurfürst Daniel Brendel von Homburg die Vogtei wieder ein.
Das ganerbliche Drittel der wettinischen Landgrafschaft Thüringen ging durch die Leipziger Teilung 1485 zu je einem Sechstel an das albertinische bzw. das ernestinische Sachsen über. Letzteres gab 1588 im Vertrag von Friedewald seinen Herrschaftsanteil im Tausch an die Landgrafschaft Hessen-Kassel ab.
Die Landgrafschaft Hessen-Kassel war 1567 durch Erbteilung der Landgrafschaft Hessen entstanden und hatte den hessischen Herrschaftsanteil an der Ganerbschaft übernommen. Durch die Übernahme des sächsisch-ernestinischen Anteils verfügte sie seitdem über die Hälfte des Eigentumsrechts der Herrschaft Treffurt. Seit 1627 gehörte dieser Anteil unter der Landeshoheit von Hessen-Kassel zum teilsouveränen Fürstentum Hessen-Rotenburg, seit 1676 zu Hessen-Wanfried (beide zur Rotenburger Quart gehörig). 1736 vertauschte die Landgrafschaft Hessen-Kassel ihre Hälfte an der Ganerbschaft Treffurt an Kursachsen, um sich im Gegenzug der kursächsischen Ansprüche auf die Reichslehen der Grafschaft Hanau-Münzenberg zu entledigen, dessen Erbschaft Hessen-Kassel anstrebte. Das Kurfürstentum Sachsen verfügte seitdem über zwei Anteilsdrittel an der Herrschaft Treffurt.
Ab 1736 wurde die Vogtei Dorla zu zwei Dritteln von Kursachsen und zu einem Drittel von Kurmainz verwaltet. Die herrschaftliche Stellung des Erzbischofs von Mainz war in der Vogtei Dorla aber stärker als die von Kursachsen. Im 18. Jahrhundert gingen die Landeshoheitsrechte des Kurfürstentums Sachsen und der Landgrafschaft Hessen an Kurmainz über und kamen mit diesem 1802 an Preußen.
Im Sommer 1785–1786 kam es zum Gang der Vogteier nach Wien, um Kaiser Joseph II. persönlich eine Bittschrift zur Regelung der Territorialfrage der Vogtei Dorla zu übergeben.

### 19. Jahrhundert bis zur Gegenwart
In den Wirren der Französischen Revolution wurde der kurmainzische Kirchenstaat infolge des Reichsdeputationshauptschlusses von 1802/03 aufgelöst (säkularisiert) und das gesamte zu ihm gehörige Eichsfeld, als Ersatz für verlorengegangene linksrheinische Gebiete, dem Königreich Preußen zugesprochen. Die drei Ganerbschaftsanteile über die benachbarte Vogtei Dorla fielen 1802/03 ebenfalls an Preußen. Dieses gliederte die Vogtei Dorla dem 1803 aus dem ehemals kurmainzischen Eichsfeld entstandenen Mediat-Fürstentum Eichsfeld an. Die Vogtei gehörte seitdem zu deren Landkreis Obereichsfeld.
Durch die Napoleonischen Kriege kam das Fürstentum Eichsfeld mit der Vogtei Dorla im Jahr 1806/07 zum Königreich Westphalen unter König Jérôme Bonaparte. Die Vogtei Dorla bildete nun als Kanton Dorla mit drei weiteren Orten die Südostecke des Distrikts Heiligenstadt im Departement des Harzes des Königreichs Westphalen.
Das Königreich Westphalen löste sich nach der Völkerschlacht bei Leipzig im Jahr 1813 auf. Ende Oktober 1813 übernahm ein preußisches Militärgouvernement die Verwaltung der ehemaligen preußischen Besitzungen. Somit kamen Ende des Jahres 1813 die Orte der ehemaligen Vogtei Dorla wieder zu Preußen und wurden nach dessen territorialer Neugliederung im Jahr 1816 dem Landkreis Mühlhausen i. Th. im Regierungsbezirk Erfurt der Provinz Sachsen angegliedert, zu dem sie bis 1945 gehörten.
Nach dem Ende des Zweiten Weltkriegs wurde die ehemalige Vogtei im Jahr 1945 dem Landkreis Mühlhausen i. Th. im Land Thüringen zugeordnet, welcher ab 1952 als Kreis Mühlhausen zum Bezirk Erfurt in der DDR gehörte.
Bei der Kreisreform im Freistaat Thüringen im Jahr 1994 ging der Kreis Mühlhausen mit Oberdorla, Niederdorla und Langula im Unstrut-Hainich-Kreis auf. Seit 31. Dezember 2012 bilden die drei Vogtei-Orte die Einheitsgemeinde Vogtei im Süden des Unstrut-Hainich-Kreises.

## Verwaltung der Vogtei Dorla

### Administrative Verwaltung
Gemäß dem Burgfrieden von 1333/36 wurde die Herrschaft Treffurt gemeinschaftlich auf der Basis des Dreiteilungsprinzips regiert (Ganerbschaft), unabhängig von den jeweiligen Herrschaftsanteilen der Ganerben. Die landesherrliche Hoheit, welche Regalien, kriminal- und vogteiliche Obrigkeit, Huldigung, Zoll, Steuer sowie militärische Belange beinhaltete, wurden den drei Herren gleichberechtigt zugestanden. Klagen wurden nach sächsischem Recht behandelt.
In den zur Herrschaft Treffurt zählenden Orten bestanden in Einzelfällen abweichende, die Situation komplizierende Rechtsverhältnisse. So nahm auch die Vogtei Dorla mit ihren drei Orten eine Ausnahmestellung ein, da sie seit 967 im Besitz von Kurmainz war. Kurmainz gebot zwar über das Schultheißenamt, jedoch nicht über die an die Herren von Treffurt gefallene hohe Gerichtsbarkeit und die Vogtei über die Stiftskirche in Oberdorla. Die „Mark Dorla“ ging in dem sich ausbildenden Territorium der Treffurter Herren auf, allerdings war die herrschaftliche Stellung des Mainzer Erzbischofs in der Vogtei Dorla stärker als die seiner zwei Kondomini. Jeder Kondominus stellte einen Amtmann bzw. Vogt, welcher auch außerhalb der Ganerbschaft sein Amtsgebiet hatte. Dies waren der kurmainzische Oberamtmann des Eichsfelds, der kursächsische Amtmann von Salza (ab 1656/57 das Kreiskommissariat Tennstedt) und der hessische Landvogt an der Werra (zeitweise zum Teilfürstentum Hessen-Rotenburg gehörig). Zeitweise hatten auch die ernestinischen Wettiner einen eigenen Amtmann. Gemeinsam wurden von allen drei Ganerben bzw. ihren Vögten die Torwachen, der Amtsschultheiß und der Amtsschreiber (ab 1501), der Fronbote (nach 1577) und die beiden Holzförster ernannt, die auf alle drei Herren vereidigt wurden. Um 1600 wurde für diese Ernennung ein Turnus festgelegt. Im ausgehenden Mittelalter verließen die Amtsleute die unnütz gewordene Burg Normannstein und verwalteten die Besitztümer fortan aus dem Hessischen, dem Sächsischen und dem Mainzer Hof in Treffurt.
In unregelmäßigen Abständen wurden sogenannte „Ganerbentage“ einberufen, welche zur einstimmigen Beschlussfassung der drei gleichberechtigten Kondomini wichtig waren. Sie dienten der Lösung von Angelegenheiten, die nicht mehr unter den Amtsvögten zu klären waren oder den fürstlichen Regierungen als dringlich und wichtig galten. Weiterhin wurden sie einberufen, wenn Handlungsbedarf bestand. Die Delegationen der Ganerbentage bestanden aus hochrangigen Mitgliedern der fürstlichen Höfe, Regierungsmitarbeitern und den in der Herrschaft Treffurt tätigen Amtmännern. Diese besonderen Ganerbentage fanden in der Regel alle 4 bis 5 Jahre statt, allerdings gab es auch Perioden mit 10- bis 20-jähriger Unterbrechung. Neben der gemeinsamen Beratung über Meinungsunterschiede und Ansprüchen war auch die Dokumentation der Besprechungen ein wichtiger Bestandteil der Tage. Ein Problem war eine gewisse Schwerfälligkeit bei nicht erzielter Einigung, da das Problem dann vertagt wurde oder an das Reichskammergericht ausgelagert wurde.

### Konfessionelle Situation in der Ganerbschaft Treffurt und der Vogtei Dorla
Die Ganerbschaft Treffurt mit der Vogtei Dorla waren monokonfessionell verfasst. Der Burgfrieden von 1333/36 sah eine alternierende Besetzung der drei ehemals im Besitz der Herren von Treffurt befindlichen Patronatspfarreien – der Treffurter Stadtkirche St. Bonifatius, Falken und Schnellmannshausen – im Turnus Sachsen, Kurmainz und Hessen vor. In der Landgrafschaft Hessen wurde 1526 infolge der Homberger Synode die Reformation eingeführt. Im albertinischen Sachsen wurde die Reformation erst 1539 offiziell eingeführt.
Auf dem Gebiet der Vogtei Dorla befand sich das für die drei Vogteiorte zuständige Kollegiatstift St. Peter und Paul in Oberdorla. Dieses verwaltete bis in die Reformationszeit ein eigenes Archidiakonat des Mainzer Erzbistums. Es wurde 1472 mit Genehmigung des Erzbischofs von Mainz ins albertinisch-sächsische (Langen-)Salza verlagert und somit dem Einfluss von Kurmainz entzogen. In der Vogtei Dorla verbreitete sich die Reformation frühzeitig, worauf der katholische albertinische Herzog Georg von Sachsen 1527 die Prediger in Ober- und Niederdorla verhaften ließ. Im Zuge der Bauernkriegsunruhen und der Bestrafung der Reichsstadt Mühlhausen, welche in dieser Zeit im Pfandbesitz der Vogtei Dorla war, riss Sachsen die Patronatsrechte in der Vogtei endgültig an sich. Aus Angst vor einer Rekatholisierung übertrug die Gemeinde Langula ihr vom Mainzer Erzbischof 1303 empfangenes Präsentationsrecht dem evangelischen Landgrafen von Hessen. Bezüglich der Verfolgung der Täufer in der Vogtei handelten die drei Kondimini in Übereinstimmung, da man in ihnen eine Bedrohung der säkularen Herrschaft sah.
Nachdem in der Landgrafschaft Hessen zu Beginn des 17. Jahrhunderts der Calvinismus eingeführt wurde, kam es zu Konflikten um die Kirchenhoheit mit dem lutherischen Kurfürstentum Sachsen. Letzteres konnte aber trotz seines 1/6-Anteils seine Führungsrolle in der Konfessionspolitik behaupten, wodurch die Ganerbschaft Treffurt mit der Vogtei Dorla lutherisch blieben. Seit Anfang des 17. Jahrhunderts bestimmte die Superintendentur im kursächsischen Langensalza über die kirchlichen Angelegenheiten der Ganerbschaft Treffurt und der Vogtei Dorla.

## Zugehörige Orte
Dörfer
- Oberdorla
- Niederdorla
- Langula

Weiterer Besitz
- Mallinden; der Ort wird für die ehemalige Gerichtsstätte der Vogtei Dorla gehalten
- Grenzhaus Heyerode; westlicher Grenzpunkt und Zolleinnahmestelle der Vogtei Dorla mit dem Gebiet des unter mainzischer Herrschaft befindlichen Eichsfeld

Die früheste kartographische Darstellung findet sich auf der 1603 angefertigten und 1615 verbessert vorgelegten Übersichtskarte zur Amtsbeschreibung Abriß der gantzen gemeinen Ganerbschafft Trefurt, auch des Genicks und daran anstoßender Chur- und Fürstlicher Gränitzen Anno 1615.

## Vogteier Mundart
In den Orten der Vogtei Dorla wird das Vogteier Platt gesprochen, eine besondere Mundart des Thüringischen. Die Pflege der heimischen Mundart ist Teil der Kulturarbeit der drei Orte. Der Vogteier Mundart ist Gegenstand des 2019 mit Unterstützung der Arbeitsstelle für thüringische Dialektforschung an der Universität Jena produzierten Dokumentarfilms Thüringen, Deine Sprache, in dem sie als eine der neun Unterformen des thüringischen Platt vorgestellt wird.

## Wappen
Das Wappen der Vogtei zeigt ein dreiblättriges Kleeblatt (ein Blatt für jeden Ort).